# Xylocopa wilmattae
Xylocopa wilmattae är en biart som beskrevs av Cockerell 1912. Xylocopa wilmattae ingår i släktet snickarbin, och familjen långtungebin. Inga underarter finns listade i Catalogue of Life.